# SDガンダム外伝 ナイトガンダム物語
『SDガンダム外伝 ナイトガンダム物語』（エスディーガンダムがいでん ナイトガンダムものがたり）は、1990年8月11日にバンダイから発売されたファミリーコンピュータ用ロールプレイングゲームソフト。
同社の『SDガンダムシリーズ』の『ナイトガンダム物語』の第1作目。カードダス『SDガンダム外伝 ジークジオン編』（1989年 - 1990年）の前半である『ラクロアの勇者編』と『伝説の巨人』までの物語が題材となっているが、一部の展開や地名などにゲームオリジナルの要素が見られる。
原作と同様に登場人物は皆人間やモビルスーツ族で、戦闘中のモンスターのグラフィック等はカードダスの物と同じ絵柄が用いられており、本編にもカードダスに関係した要素が取り入れられている。また、ゲーム中のメッセージは、台詞、NPCとの会話、システム上のメッセージに至るまでユーモラスで愛嬌のあるものが多いのも特徴である。
開発はトーセが行い、企画および原案は伴内弁太が担当、また『ドラゴンボール 大魔王復活』（1988年）を手掛けた荻野目洋がディレクター、安達春樹が音楽を担当している。
2008年に携帯電話ゲームとして配信され、基本的なシステムは同様だがグラフィックが一新された。

## ゲーム内容

### システム
戦闘
ランダムエンカウントによるコマンド式戦闘となっている。敵を倒すと経験値、G（ゴールド）がもらえる。経験値が一定の値になるとレベルが上がる。経験値はメンバーの数だけ分配される。また、宝箱がもらえることもある。
仲間がいる場合、戦闘中に訓練所から駆けつけてオートで戦ってくれることもある。
全滅した場合は、パーティ全員のHP・MP・ステータス異常が回復した状態で最後にセーブした宿屋から再開となる。尚、保険に入っていないと所持金が半減する。
作戦
戦い方を変えることができるコマンド。
- 集中 - 全員で1体の敵を攻撃する。
- 分散 - オートで攻撃する。混乱状態に陥っていても敵に通常攻撃を行うことができる。
- 回り込む - メンバーの誰か1人を選んだ敵の後ろにまわりこませて攻撃する。敵の防御力が下がり、気合いの一撃（クリティカルヒット）がでやすくなる。ただし、まわりこませたメンバーは敵の攻撃目標になりやすい。パーティが3人以上いる時に選択可能。
- 退却 - パーティ全員が敵から逃げ出す。ただし、敵にさえぎられ失敗する場合もある。

カードダス
店の白い箱型の機械で1枚20ゴールドで買いコレクション出来る。アルバムを所持していれば、同一カードを3枚までストックできる。それ以上は10ゴールドで引き取られる。敵キャラクターは実際のステータスが記載されている。ゲーム後半、とある場所でゲームオリジナルのカードダスを入手できる。
カードダスバトル
町や村で待ち受けているカードダスバトラーとのカードダスによるバトル。現在持っているカードダスの一覧表から選んで闘う。1回のバトルで使えるカードは、キャラクターカード1枚、お助けカード1枚。使ったカードは勝敗に関係無く失われる。勝利した場合は通常の戦闘と同様Gや経験値を獲得する。
生命保険
加入しておくとパーティが全滅しても所持金が半減しない。
あらすじ
コンティニューで再開時、それまでの進行をアニメーションで再現してくれる。ゲーム中でもある村で紙芝居として見る事が可能。なお、その中で当時カードダスでは描かれなかった、三種の神器を装着した姿のナイトガンダムが描かれている。

### 魔法
一部のキャラはMPを消費して魔法を使用することが出来る。魔法の名前は主に『ガンダムシリーズ』に登場する兵器などが元となっており、続編である『SDガンダム外伝 ナイトガンダム物語2 光の騎士』（1991年）でも同様の体系が引き続き用いられた。

#### 攻撃系魔法
| 系統 | 名前             | 対象   | 効果               |
| ---- | ---------------- | ------ | ------------------ |
| 弾   | ガン             | 敵単体 | 約10のダメージ     |
| 弾   | ムービガン       | 敵単体 | 約30のダメージ     |
| 弾   | ルフィラー       | 敵単体 | 約50のダメージ     |
| 弾   | ムービルフィラー | 敵単体 | 約100のダメージ    |
| 弾   | メガルフィラー   | 敵単体 | 約140のダメージ    |
| 斬   | サーべ           | 敵単体 | 約20のダメージ     |
| 斬   | ムービサーベ     | 敵単体 | 約60のダメージ     |
| 斬   | メガサーベ       | 敵単体 | 約100のダメージ    |
| 電   | ファン           | 敵全員 | 約20のダメージ     |
| 電   | ファンネル       | 敵全員 | 約50のダメージ     |
| 電   | メガファン       | 敵全員 | 約80のダメージ     |
| 爆   | バズ             | 敵全員 | 約40のダメージ     |
| 爆   | バズレイ         | 敵全員 | 約80のダメージ     |
| 爆   | メガバズ         | 敵全員 | 約120のダメージ    |
| 光   | ソーラ           | 敵単体 | 約80のダメージ     |
| 光   | ソーラレイ       | 敵単体 | 一定の確率で一撃死 |
| 光   | メガソーラ       | 敵全員 | 一定の確率で一撃死 |

#### 移動系魔法
| 名前   | 効果                   |
| ------ | ---------------------- |
| ターン | 一度訪れた町に移動する |
| ケープ | ダンジョンから脱出する |
| アウト | 戦闘から退却する       |

#### 回復系魔法
| 名前       | 対象     | 効果                       |
| ---------- | -------- | -------------------------- |
| ミディ     | 味方単体 | HPを約30回復               |
| ミディア   | 味方単体 | HPを約80回復               |
| ミディアム | 味方単体 | HPを全回復                 |
| マディア   | 味方全員 | HPを約50回復               |
| マディアム | 味方全員 | HPを約80回復               |
| リバイブ   | 味方単体 | HP全快で蘇生               |
| ピュア     | 味方単体 | 毒状態を回復               |
| ピュアラ   | 味方単体 | 麻痺・気絶・混乱状態を回復 |

#### 補助系魔法
| 名前         | 対象       | 効果                                               |
| ------------ | ---------- | -------------------------------------------------- |
| ホバー       | 味方全員   | 「すばやさ」を50%アップ                            |
| ゼータ       | 味方単体   | 「つよさ」を10%アップ                              |
| ビット       | 敵全員     | 気絶状態にさせる                                   |
| サイコミュ   | 敵全員     | 混乱状態にさせる                                   |
| ミノフス     | 敵単体     | 魔法を封じる                                       |
| ミノフスキー | 敵味方全体 | 魔法を封じる                                       |
| ネット       | 敵単体     | 防御力を10%ダウン                                  |
| スキップ     | 味方単体   | 敵の背後に仲間を回り込ませる                       |
| リスキップ   | 味方単体   | 敵の背後に回り込んだ仲間を元に戻す                 |
| ツイン       | 味方単体   | 4〜8ターンの間、分身して攻撃出来る                 |
| マーカー     | ダンジョン | 32個まで地面に印をつけることができる               |
| モノアイ     | フィールド | 50歩の間、エンカウント時の状況を有利にしやすくする |

#### 防御系魔法
| 名前     | 対象     | 効果                  |
| -------- | -------- | --------------------- |
| ハニカム | 味方単体 | 防御力を10%アップ     |
| フィムル | 味方全員 | 魔法抵抗力を20%アップ |

### アイテム

#### 回復系アイテム
| 名前         | 対象     | 効果                     |
| ------------ | -------- | ------------------------ |
| 薬草         | 味方単体 | HPを約30回復             |
| 傷薬         | 味方単体 | HPを約60回復             |
| 特効薬       | 味方単体 | HPが全回復               |
| 薬箱         | 味方単体 | HPを60回復 8回使える     |
| メガパック   | 使用者   | MPを10〜18回復           |
| メガボックス | 使用者   | MPを10〜18回復 8回使える |
| 毒消し       | 味方単体 | 毒状態を回復             |
| 魂の玉       | 味方単体 | 蘇生                     |

#### 移動系アイテム
| 名前           | 効果                       |
| -------------- | -------------------------- |
| 魔法陣マット   | 一度訪れた町や村に移動する |
| 魔法のロープ   | ダンジョンから脱出する     |
| ペガサスの羽根 | 天馬ホワイトベースを呼ぶ   |

#### 補助系アイテム
| 名前           | 対象       | 効果                              |
| -------------- | ---------- | --------------------------------- |
| 麝香(じゃこう) | 敵単体     | 混乱状態にする                    |
| 痺れ薬         | 敵単体     | 麻痺状態にする                    |
| 銀の粉         | 敵単体     | 魔法を封じる                      |
| 銀の玉         | 敵味方全体 | 魔法を封じる                      |
| 奥義のメモ     | 使用者     | 気合いの一撃が出る確率を50%アップ |
| 素早さの水     | 使用者     | 「すばやさ」を2倍にする           |
| 強さの水       | 使用者     | 「つよさ」を30%アップ             |
| 守りの水       | 使用者     | 「ぼうぎょ」を30%アップ           |
| 結界           | 味方全体   | 魔法抵抗力を30%アップ             |
| 煙玉           | 味方全体   | 戦闘から退却する                  |

#### ストーリーアイテム
ゲームを進める上で必須のアイテム。
| 名前           | 効果                                                   |
| -------------- | ------------------------------------------------------ |
| 勇者の涙       | スライムアッザムに変えられたセイラを元の姿に戻す       |
| 家宝の塩       | 東の通路の封印を解く                                   |
| 貴重な壺       | アクシズの町の老人に渡すとコンパスと交換してもらえる   |
| コンパス       | ノアの森を抜けるために必要                             |
| ヘンソンの手紙 | グリプスの町の老人に渡すと真実の鏡をもらえる           |
| 導きの笛       | 試練の洞窟の通路が見えるようになる                     |
| 勇者の証       | 海神のほこらの老人に渡すとふしぎな海流を止めてもらえる |

#### その他のアイテム
| 名前           | 対象       | 効果                                                                     |
| -------------- | ---------- | ------------------------------------------------------------------------ |
| 姫のペンダント |            | フラウ姫の飼い犬・ハロをなつかせる                                       |
| 兵法の書       | 使用者     | 経験値を10%アップ                                                        |
| マーカーペン   | ダンジョン | 32個まで地面に印をつけることができる                                     |
| 小遣い帳       |            | 目標額を設定し、所持金がそれに達すると教えてくれる                       |
| 御守り         |            | 敵との遭遇率を50%ダウン ストーリーの展開によっては入手できない場合がある |
| 紙             |            | 紙飛行機を飛ばして先を偵察する                                           |

## 登場キャラクター
カッコ内はゲーム内で表示されるキャラクター名。カッコ表記がない場合は称号を除いた個人名がゲーム内で記されている。

### ラクロア王国

#### 操作可能キャラクター
パーティーに加えていない仲間はラクロア城地下の訓練場に待機しており、戦闘中駆けつけて参戦することがある。操作は出来ないが経験値を得ることは可能。
騎士ガンダム
主人公。レビル王に呼び出された勇者。三種の神器を装備出来る他、いくつかの魔法も扱う。他のメンバーと比べるとややレベルアップが遅い。
戦士ガンキャノン（キャノン）
ラクロア王国の戦士。魔法は使えない。攻撃力が高い反面防御がやや低い。伝説の巨人編ではブラックドラゴンの魂に取り付かれ一時期メンバーから外せなくなる。
僧侶ガンタンク（タンク）
ラクロア王国の僧侶。魔法のエキスパート。戦闘力そのものは低い。
騎士アムロ
ユニオンの騎士。力と魔法が両立しバランスがよい。ターンやケープ等移動に便利な魔法も使える。原作とは違い、『伝説の巨人』編でも旅立つ事はない。ゲーム中最初のボスキャラでもある。
騎士セイラ
ユニオンの女騎士。当初はスライムに姿を変えられていたが、勇者の涙を振り掛け元の姿に戻す事により仲間になる。攻撃・回復魔法をバランスよく覚え、レベルアップが早い。
戦士スレッガー（スレッガー、スレッガ）
戦士でありながらバズ系の強力な魔法を覚える。ムンゾの村でストリートファイトを開催していて、彼に3回勝利すれば仲間になるが、勝利しなくてもブラックドラゴンを倒すと自動的に仲間になる。
武闘家ネモ
ラクロア王国の武闘家。ブラックドラゴンを倒した後に仲間になる。素早さが高く、レベルを上げれば気合の一撃を出す確率が高くなる。

#### サブキャラクター
レビル王
ラクロア王国を治める王。フラウ姫をジオン族にさらわれ、騎士ガンダムを呼び寄せる。
フラウ姫
ラクロア王国の王女。サタンガンダムの配下のモンスターに攫われる。中盤、ララァの手により姿をモンスターに変えられ、ある条件を満たしていないと負傷するイベントが発生し、しばらくラクロア城に入れなくなってしまう。イベントで一度だけ行動を共にすることがある。
ハロ
フラウ姫のペットの犬。あるアイテムで手懐けておくとあるイベントで有利になる。
妖精ジムスナイパーカスタム（ジムスナイパー、ジム・スナイパー）
フィールド上で、イベントを終了させずに先に進もうとすると前に立ちはだかる。
ジムヘンソン一家
両親と子供の3人家族で、ペットのボールと共にセントーの町に住んでいる。巨人に家を壊されてからは他の町や村を転々とする。
予言者アレクサンダー
グラナダの町の北に居を構えている。踊り子キャラのショーのチケットを所有している。
踊り子キャラ
グラナダの町の踊り子。
予言者ハモン
ムーアの村にいる予言者。
予言者サラサ
ルウムの村にいる予言者。「ルフォイの星」とも呼ばれる。
黄金の騎士（おうごんのナイト）
道中に現れる謎の騎士。ノアの森にて戦闘になる。
妖精キッカ
迷いの森にいる妖精。

### 主なジオン族
騎士ランバ・ラル
ギャロップの塔の中ボス。ミディアとファンを使う。セイラがメンバーにいると、女と戦う気にならないという事で立ち去る。
ジャイアントジオング（ジオング）
ギャロップの塔のボス。バズを使う。
盗賊黒い三連星（くろい3れんせい）
力の盾を奪う盗賊。戦闘では1体の敵として扱われるが、3回攻撃を仕掛けてくる。
魔道士ララァ
フラウ姫をモンスターに変えるほどの力の持ち主。
魔王サタンガンダム
ジオン族の魔王。一度撃破するとブラックドラゴンに変化して再戦する事になる。
ブラックドラゴン
サタンガンダムの正体。強力な魔法を使用する。
終盤、ジークジオンの手により蘇生され、最終ボスとして登場する。
ドラゴンベビー
ブラックドラゴンの子供。幼いながら根性があり、数回戦うこととなる。
騎士ガルバルディβ（ガルバルディ）
ジオン族の赤い騎士。予言者サラサを拉致する。メガファンによる全体攻撃が脅威。
戦士カクリコン
自己顕示欲の強いジオン族の戦士。自分の名声を絶えず気にしている。特効薬を連発し、レベルによっては戦闘が終わらないことも。
巨人マッドゴーレム
伝説の巨人と似た泥の巨人。気合の一撃を繰り出してくる強敵。
騎士ライラ
ジオン族の女騎士。策略に長ける。
呪術師メッサーラ
ジオン族の呪術師。ライラと組み、ガンダム達を罠に掛けようとする。
巨人サイコゴーレム
伝説の巨人と恐れられる、石の巨人。制御装置である青い水晶を奪われ、石の城で対峙する事となる。
神官マクベ・カッツェ
サイコゴーレムを操っている神官。巨人が倒された後、自ら戦いを挑んでくる。魔法による全体攻撃が脅威となる。ストーリー中、貴重な壺を持って行かれ、怒りを露わにする場面も。
闇の皇帝ジークジオン（ジーク・ジオン）
ジオン族を束ねる黒幕。ブラックドラゴンを復活させ、自身の（幻影としての）姿を模した島にあるゴルゴダ城で騎士ガンダム達を待ち構える。

### その他
謎の騎士シャア
セイラと共にオーガスタの町に行くと、セイラが一時離脱した時に現れる。

## 他機種版
| No. | タイトル                          | 発売日       | 対応機種                                                     | 開発元   | 発売元                 | メディア                              | 型式 | 備考       | 出典              |
| --- | --------------------------------- | ------------ | ------------------------------------------------------------ | -------- | ---------------------- | ------------------------------------- | ---- | ---------- | ----------------- |
| 1   | SDガンダム外伝 ナイトガンダム物語 | 2008年2月1日 | FOMA903i/703iシリーズ以降 （iアプリ）                        | バンダイ | バンダイネットワークス | ダウンロード （バンダイコレクション） | -    | リメイク版 | [ 2 ] [ 3 ]       |
| 2   | SDガンダム外伝 ナイトガンダム物語 | 2008年3月5日 | BREW3.1対応WIN端末 （EZアプリ） SoftBank 3G端末 （S!アプリ） | バンダイ | バンダイネットワークス | ダウンロード （バンダイコレクション） | -    | リメイク版 | [ 4 ] [ 5 ] [ 6 ] |

## スタッフ
- 企画、原案：伴内弁太
- エグゼクティブ・プロデューサー：安川武
- ディレクター：荻野目洋
- デザイナー：島田晋作、粕谷小百合
- プログラマー：ひびき 1ごう、ねつぼうそう、ミスターフランケン
- 音楽：安達春樹
- 協力：杉本則之、ヘルパーおかもと、高橋雅行、ロベルト・サルサ、うだがわかずみ

## 評価
ゲーム誌『ファミコン通信』の「クロスレビュー」では合計27点（満40点）、『ファミリーコンピュータMagazine』の読者投票による「ゲーム通信簿」での評価は以下の通りとなっており、21.52点（満30点）となっている。
| 項目 | キャラクタ | 音楽 | 操作性 | 熱中度 | お買得度 | オリジナリティ | 総合  |
| 得点 | 4.10       | 3.45 | 3.50   | 3.72   | 3.40     | 3.35           | 21.52 |

## 関連作品
ゲーム
- SDガンダム外伝 ナイトガンダム物語2 光の騎士（1991年10月12日発売）
- SDガンダム外伝 ナイトガンダム物語3 伝説の騎士団（1992年10月23日発売）

攻略本
- バンダイ完全必勝ブック SDガンダム外伝 ナイトガンダム物語 - バンダイ、1990年9月20日、ISBN 4-89189-102-5
- コミックボンボンスペシャル57 SDガンダム外伝 ナイトガンダム物語 - 講談社、1990年10月3日、ISBN 4-06-103257-7